# Andrés Madrid
Andrés David Madrid (Mar del Plata, 29 luglio 1981) è un allenatore di calcio ed ex calciatore argentino, di ruolo centrocampista.

## Carriera

### Club
Ha giocato con Platense, Gimnasia La Plata, Porto e Braga.

## Palmarès

### Club

#### Competizioni nazionali
- Campionato portoghese: 1

Porto: 2008-2009
- Girabola: 1

Libolo: 2012